# Arcatao
Arcatao es un distrito del municipio de Chalatenango Sur del Departamento de Chalatenango, en la República de El Salvador

## Toponimia
"Aguacao" como la llamaban los antiguos significaba según la antigua Lengua quechua "Palma de Corozo". 
Y que según la Lengua Lenca significa, "La Cueva de la Serpiente" de arca = culebra, serpiente o sierpe, y tao, o t'au = casa.

## Geografía física
Arcatao se encuentra ubicado a 32 kilómetros al este del departamento de Chalatenango  y a 135 kilómetros de San Salvador.
Está situada en una pequeña hondonada entre varias lomas bajas por el lado de El Salvador y al pie de una cordillera montañosa hacia el norte y este, correspondiente a la República de Honduras. Rodeada por varias corrientes aquíferas como son: el río Lempa y el río Sumpul al sudoeste. A su vez, un par de riachuelos que bañan y embellecen su alrededor, ellos son: el de Arcatao afluente del Guayampoque y el Zazalapa, el primero al sudoeste y el Zazalapa a unos cuantos km al norte, ambos desembocan en el Sumpul y Lempa.
Su extensión territorial es de 66,85 km²
Limita al norte y al este con Honduras, al sur con Nombre de Jesús, al sudoeste con San Antonio de la Cruz y al oeste con Nueva Trinidad.
Cantones: Se le adjudican ocho Cantones: Cerro Grande, Los Sitios, Eramón o Tequeque, Gualcimaca, Las Vegas, Los Filos, Teosinte y Zazalapa.

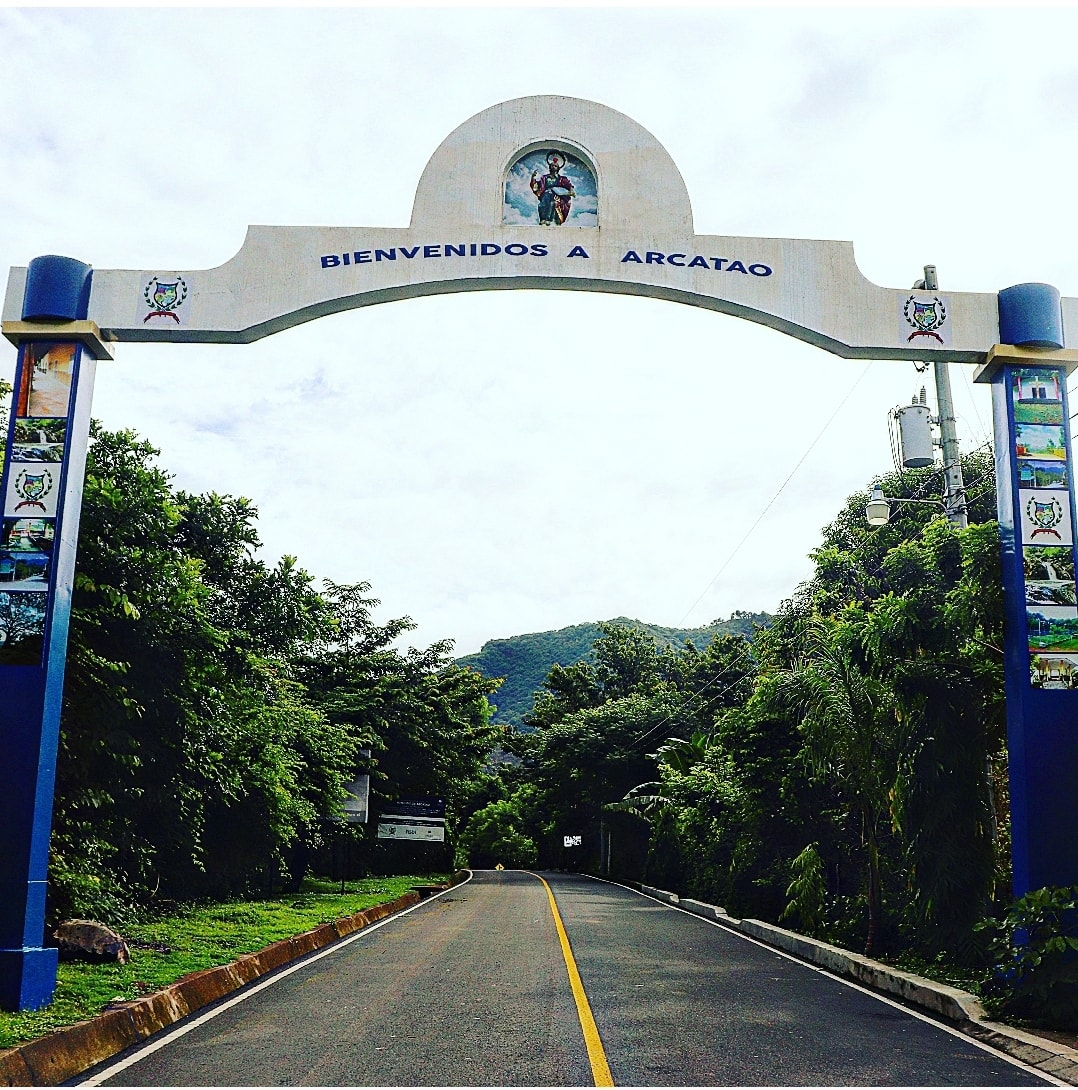
Arco de bienvenida al Municipio de Arcatao

## Localización
Se encuentra a 32 km al este de la ciudad de Chalatenango, cabecera del departamento y a 135 km de San Salvador.

## Clima
Su clima es cálido, sin embargo a sus alrededores se disfruta de una temperatura templada, semi-fresca durante todo el año, razón por la que sus tierras son propicias para el cultivo de frutales y hortalizas. 19 °C a 26 °C promedio de temperatura en casi todos los meses del año. Con algunas excepciones durante los meses de verano.
La estación lluviosa comienza en el mes de mayo y termina en septiembre.

## Coordenadas
- Altitud: 440 m s. n. m.
- Latitud: 14°05′37.19″ Norte,
- Longitud: 88°44′57.53″ Oeste

## Demografía
Según datos del censo salvadoreño de 2024 el distrito tiene una población de 2 252 en el año 2024, con una densidad de 33.69 habitantes por kilómetro cuadrado.
Esto es una disminución del 23.6% desde el 2007, cuando el municipio contaba con una población de 2 946. Esto se debe principalmente a la emigración hacia Estados Unidos, y emigración interna hacia otros distritos de El Salvador.
Esto no es nada nuevo, ya que desde su fundación, su población ha sido muy variable, debido a los acontecimientos históricos que ha venido experimentando. Ejemplo de ello fue el temporal que obligó a los arcataenses a mudarse de su antiguo asentamiento de la cima del cerro Eramón; el incendio en la actual población, como así también, la emigración a otros países en busca de mejores oportunidades y la guerra entre 1980 hasta cerca del año 1992. Pueden verse las variantes a través de los años, tal como se detalla a continuación: 
Evolución: Año y número de habitantes
- 1550: 1000
- 1740: 130 (según Manuel de Gálvez Corral, alcalde mayor de San Salvador, datos de 1740)
- 1807: 750
- 1890: 2.086
- 1940: 1.934
- 1970: 3.000
- 1980-1985: 2
- 1992: 800
- 2004: 2.895
- 2006: 2.989
- 2007: 2.946
- 2024: 2.252

| Censo | Población | Cambio | Porcentaje |
| ----- | --------- | ------ | ---------- |
| 2007  | 2 946     | N/D    | N/D        |
| 2024  | 2 252     | -694   | -23.6%     |

Características de la población
Toda la población del distrito es clasificada en el censo salvadoreño de 2024 como población rural. A pesar de esto, lo que se conoce como el "casco urbano" del distrito, es clasificado como una "aldea" en el censo, con una población de 613 habitantes.
Según sexo, el 52,3% de los habitantes son mujeres y el 47,7% son hombres.
Etnia
El censo encontró que el 0,66% de la población son indígenas, es decir, un total de 15 personas del distrito. De estos, 6 son Mayas Chortí, 3 Lencas, 3 Nawat, y 3 de otros grupos. Mientras que el 0,09% de la población, es decir, un total de 2 personas, se identifican como afrosalvadoreños.
Migración
El censo encontró que 135 habitantes del distrito de Arcatao, eran personas nacidas en el extranjero, es decir, son migrantes. Esto representa el 6,0% de la población total. En su mayoría, hondureños.
Mientras tanto, 177 personas que vivían en Arcatao en 2019, no vivían en el distrito al momento del censo. De estos, 37 se habrían mudado a Nueva Trinidad, 23 a Chalatenango y 10 a Quezaltepeque. 
Por otro lado, un total de 3,748 personas reportaron haber nacido en el distrito de Arcatao, pero actualmente viven en otro. 511 de ellos viven en Chalatenango, 381 en El Paraíso, 188 en San Antonio Los Ranchos y 180 en Apopa.
Además, 303 personas han emigrado hacia otros países en los últimos diez años. De estos, 201 eran hombres y 102 mujeres. Y de los hombres, 176 se encontraban entre 15 y 39 años. También se encontró que 294 emigraron hacia Estados Unidos.
Idiomas y educación
El idioma hablado en el municipio es el español. Sin embargo, 53 habitantes o el 2,35% de la población del distrito, habla un segundo idioma. De estos, 52 personas hablan inglés como segundo idioma, 2 hablan francés, 1 otro idioma, 1 italiano y 1 español (este siendo un extranjero que habla español como segundo idioma). No hay presencia de idiomas indígenas en el distrito.
En lo que se refiere a la alfabetización, un total de 377 son analfabetos, es decir, no saben leer ni escribir, el 19,3% de la población de 10 años o mayor del distrito. Por lo que el 80.7% de la población sí sabe leer y escribir. 
El grado de escolaridad promedio, es decir, el número de años que en promedio, la población de 10 años o más ha aprobado en el sistema educativo, en el distrito de Arcatao es de 5.8 años. Esto es menor que el promedio del departamento de Chalatenango que se encuentra en 6.8 años, y menor que el promedio nacional de 8.0 años.
Además, la población de 3 años o más tiene los siguientes niveles de educación, basado en el último nivel educativo aprobado: el 0.4% de la población del distrito tiene un posgrado, 6.6% tiene educación superior universitaria, 0.9% tiene educación técnica universitaria, 0.3% educación técnica, 11.4% bachillerato, 14.6% séptimo a noveno grado, 39% primero a sexto grado, 0.4% educación especial, 4.4% educación parvularia, 2.2% educación inicial y 19.7% ninguna.
Trabajo
En Arcatao hay 800 personas económicamente activas, de los cuales 119 son empleados públicos, y 54 son empleados en el sector privado. 43 personas son dueñas de un negocio, 387 personas son trabajadores por cuenta propia, 54 empleados doméstico, 71 empleados de familiar sin sueldo y 72 en otras ocupaciones.

## Historia
Arcatao data desde tiempos de la época precolombina, antes de la conquista española del siglo XVI. Estaba ubicada en la cima del cerro Eramón "Sierra de los Conejos" (era = sierra, (mon = conejo). Su nombre entonces era de Aguacao. A finales del s. XVII hubo un copioso temporal que amenazaba con destruir las viviendas y aislar totalmente a los arcataenses en la cumbre de su fortaleza.
Para evitar la repetición de este suceso, las autoridades españolas ordenaron el traslado del pueblo al lugar que hoy ocupa. Este sitio era llamado Turquín "Camino de los Antepasados", de tur, turuwe = antepasados y quin = camino. Lugar donde se asienta actualmente la villa de Arcatao a una distancia de 9 km al norte del cerro Eramón. Los antiguos habitantes de estas tierras (Turquín) eran inmigrantes provenientes de Gracias a Dios, provincia de Lempira, Honduras. 
El pueblo de Arcatao era feudatario del Gran Cacique Lempira o "Señor de la Sierra" de: lempa = señor e ira = sierra. 
Año 1537 Su pueblo tomó parte de la sublevación lenca en la defensa del Congolón. Asesinado "Lempira", Arcatao y los demás pueblos lencas fueron sometidos al Real Dominio Español.
Año 1703 Se le extendió su Título Ejidal. Título de tierras comunales o ejidales.
Año 1723 Este pueblo es arrasado por un voraz incendio, en el cual se quemó gran parte de sus archivos oficiales. La población solicitó a la Real Audiencia de Guatemala la reposición del Título de sus Tierras Ejidales, pues el original se quemó en el incendio que consumió a Arcatao.
Año 1723 Se practicó en Arcatao la "Medición de Tierras".
Año 1770 Fue anexada al Curato de Chalatenango (según el Arzobispo Pedro Cortés y Larraz).
Año 1786 Ingresó al Partido de Chalatenango (según el intendente Antonio Gutiérrez y Ulloa).
Año 1807 Recibe el nombre de "Pueblo de Arcatao". 
Años 1824 a 1835 (Entre el 12 de junio de 1824 al 22 de mayo de 1835) formó parte del Departamento de San Salvador. 
Años 1835 a 1855 (Desde el 22 de mayo de 1835 hasta el 14 de febrero de 1855) fue anexado al Departamento de Cuscatlán.
A partir del 14 de febrero de 1855 se reincorporó al Departamento de Chalatenango en forma definitiva. 
Año 1922. Por decreto legislativo del 17 de agosto obtiene el Título de Villa, durante la administración de Jorge Meléndez. 
Años 1980 a 1985 Esta población fue desolada debido a los conflictos armados, convirtiéndose así en un "pueblo fantasma". La mayoría de sus pobladores se fueron a refugiar a las montañas cercanas y los demás se trasladaron a Honduras, a otros pueblos de El Salvador (El Paraíso en Chalatenango y Cara Sucia en occidente) como también a otros países. Solamente dos personas lograron quedarse en Arcatao, siendo ellos: Juan Murcia y Eva Alvarenga. 
Año 1992 Arcatao comienza de nuevo a repoblarse y sus antiguos habitantes a reclamar sus viviendas que ya habían sido ocupadas por otras familias que a la vez habían sido desposeídas a consecuencia del conflicto armado de la década de 1980. En 1992, una organización proveniente de España: "Manos Unidas" ayudó a la construcción de 126 casas que ahora conforman la Colonia "Jesús Rojas".
Año 1999 La Asociación Comunal adquiere su Personería Jurídica publicada en el Diario Oficial de El Salvador.
Año 2004 Continúa la demarcación limítrofe entre El Salvador y Honduras, en donde Arcatao se ve afectada, reduciéndole su extensión territorial. 
En mayo de 2024 fue convertida en un distrito bajo la ley de reestructuración y pasa a ser parte del municipio de Chalatenango Sur

## Religión

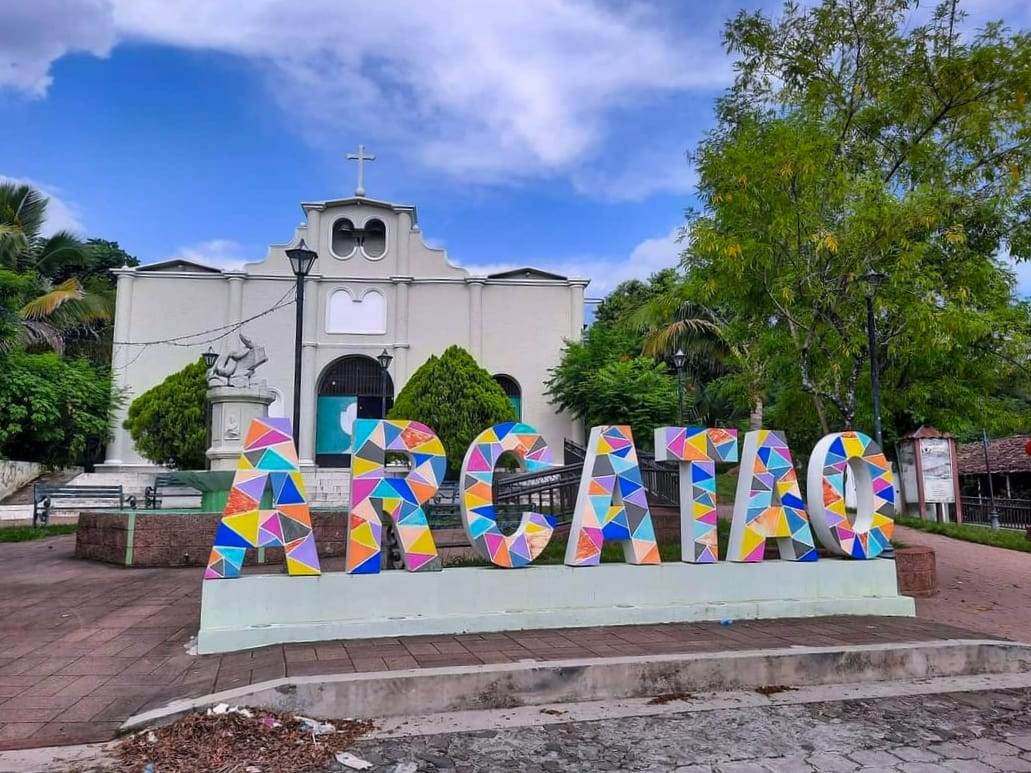
Iglesia católica de la Villa de Arcatao.

- Católicos......... 78 %
- Cristianos ...... 15 %
- Protestantes ..... 7 %
- No creyentes ..... 1 %

## Tradiciones
- Encuentro de los recién casados, (tradiciones) Desde antaño y hasta mediados del s XX, se llevaba a cabo un ritual en el cual la pareja de recién comprometidos a casarse, antes de juramentar el acto del matrimonio, se juntaban en sus caballos a medio camino, antes de llegar a la iglesia. En sus caballos y junto a los familiares de ambos hacían el "encuentro". Rebentaban cohetes y se lanzaban vivas a los futuros contrayentes. Luego de esto se dirigían a la iglesia y el cura los casaba en legítimo matrimonio.
- Carreras de cinta. Durante las fiestas del pueblo, se acostumbraba contratar buenos jinetes con sus caballos o mulas y se llevaban a cabo las "Carreras de Cinta" que constituía en formar una pista, generalmente en la calle. Al final de la pista se amarraba una cuerda con argollas o anillos, los cuales tenían una cinta de color colgando. Al comenzar la carrera, todos los participantes esperaban el llamado de "comienzo" y luego los jinetes corrían hacia las argollas con un lápiz en su mano a atrapar argollas. Quien colectara más anillos o argollas era el ganador, el cual era merecedor de un premio por parte de la Directiva de Festejos.
- Flores de mayo. Durante todos los fines de semana del mes, se le asignaba a una familia la celebración de la "flor de mayo" en honor a la Virgen María. Durante la cual se reunían casi todos los vecinos, le rezaban a la Virgen María y se repartían refrescos y pan a los asistentes.
- Día de la Cruz. Las comunidades de la población, como también cada uno de los cantones y caseríos adyacentes, se reunían en la iglesia, para adornar una cruz inmensa con flores y frutas de la época. Se colgaban gallardetes u ornamentaciones de papel de colores, mangos verdes o tiernos, y otras frutas que se daban en esos días. Se le veneraba a la Santa Cruz con oraciones y al final la fruta era repartida a los asistentes.
- Jueves de Corpus. Otra de los rituales católicos, heredados por los misioneros españoles era la de que el Jueves de Corpus, se instalaran altares en la puerta de casas previamente asignadas, alrededor de la Plaza Central, frente al templo católico. El párroco convocaba a sus fieles seguidores e iban cantando y rezando hacia cada uno de dichos altares.
- Semana Santa. Esta semana tradicional (la última del mes de marzo o la primera del mes de abril) es otra de las herencias misioneras españolas, la cual es la conmemoración del sacrificio y muerte de Jesús.

## Economía
Unidad monetaria: peso, que fue usado durante el primer cuarto del s. XX: 1910-1918 aproximadamente.
Colón, desde 1862 hasta el 31 de diciembre de 2000. 
Hay pruebas de que el peso circuló dentro de los primeros años del s. XX (1910-1918 aproximadamente, sin embargo el colón nunca dejó de circular. 
Y desde el 1 de enero de 2001 comenzó a circular oficialmente el dólar estadounidense.

### Agricultura
Hasta casi a mediados del s. XX, los agricultores de esta región, cultivaban el jiquilite, planta de la cual extraían el añil. 
En varias regiones de Arcatao aún pueden encontrarse vestigios de lo que eran los obrajes o pilas de concreto (piedra, cal y arena) en las cuales se procesaba el jiquilite para extraer el añil. Algunos de estos pueden observarse en El Sitio, en la carretera rumbo sur hacia Nombre de Jesús. Este cultivo fue eliminado poco a poco a través del tiempo, debido a que fue introducido en nuestro país, el cultivo del café, cuya producción brindaba mayores ganancias a nivel nacional.
Ahora, su principal fuente de ingresos proviene del sector de agricultura. Debido a su clima templado casi-fresco durante la mayor parte del año y las torrenciales lluvias durante la estación invernal, su tierra se mantiene rica en nutrientes, permitiendo de esa forma la facilidad para cultivar y cosechar hortalizas como: maíz blanco, maíz amarillo, maíz negrito, sorgo o maicillo, frijoles de diferente variedad como son: el rojo, blanco, mono, talete, pardo, negro y chilipucas (lima beans). Asimismo, arroz, caña de azúcar, tomates, sandías, melones, güisquiles, pepinos, etc. Frutales, como: nance (su principal cultivo durante los últimos años), mangos, marañones, jocotes de invierno y de verano, bananas, plátanos y guineos manzanitos. También cocos, paternas, pepetos, nacaspilos y piñas de castilla y azucarón entre otras.

### Ganadería
La ganadería también tuvo su apogeo durante las primeras décadas del siglo XX. Así también algunos ganaderos viajaban a Honduras y compraban reses allá y las vendían en Arcatao o en los Tiangues de Cojutepeque y San Rafael Cedros. Durante esos años ya mencionados, también se ejercía el trueque. Los salvadoreños llevaban café en grano, arroz y maíz y estos productos eran intercambiados en Honduras por quesos, tabaco y ganado vacuno.

### Industria y comercio
Otra de las industrias que florecieron hasta la década de 1970 fueron la manufactura o elaboración de implementos agrícolas de hierro y acero para usos domésticos como son: las puntas arado, hachas, corvos, cuchillos, machetes, palas, barras, piochas, etc. Pueden mencionarse también la elaboración manual de esteras o petates hechos de una planta llamada tule, de cuyo corazón se elaboraban también pequeñas alfombras o tapetes. El curtido de pieles de res y de cabra fue muy popular también, asimismo, la elaboración manual de colchonetes o mantillones para monturas (sillas de montar a caballo). Estas eran manualmente hechas de la fibra que se obtiene de los árboles de palma o de cocotero y a la vez del tallo secado de (huertas) las plantas de banana o guineos.

## Política
Arcatao siempre se ha destacado por ser un distrito dominado por la izquierda, por la dominancia electoral del partido FMLN. Por esto se conoce al distrito como un bastión del FMLN.
Sin embargo, en 2021, el FMLN sufrió su primera derrota en el distrito desde la firma de los acuerdos de paz. Perdió la alcaldía del distrito frente a Nuevas Ideas por 1 voto de diferencia. Por lo que el último alcalde propio del distrito fue Milton Monge, quien ya había gobernado el distrito bajo la bandera del FMLN por cuatro períodos anteriores.
En la actualidad, el distrito es gobernado bajo el municipio de Chalatenango Sur, que es conformado por 20 distritos más. Este distrito es gobernado por Milton Serrano, del Partido de Conciliación Nacional. A pesar de que el PCN ganó la alcaldía, perdió este distrito. Ya que el FMLN ganó la mayoría de los votos nuevamente, volviendo a la relevancia política dentro del distrito, llegando a más del 50% de los votos. Mientras que Nuevas Ideas perdió toda relevancia, llegando al tercer lugar en los votos en el distrito, logrando apenas el 21% de los votos, después del PCN quien logró el 27% de los votos en Arcatao.
Mientras que en el ámbito presidencial, el FMLN ganó todas las elecciones entre 1994 y 2019. En 2024, el FMLN sufrió la primera derrota electoral en las elecciones presidenciales, pero mantuvo relevancia. Ya que el FMLN solo logró el 6% de los votos a nivel nacional pero más del 44% de los votos en este distrito. El ganador en el distrito para la elección presidencial fue Nuevas Ideas con el 51% de los votos, mientras que a nivel nacional el mismo partido obtuvo más del 84% de los votos.

### Resultados municipales
|  | 54.64 % |

|  | 39.27 % |

|  | 62.77 % |

|  | 37.23 % |

|  | 83.47 % |

|  | 16.53 % |

|  | 78.68 % |

|  | 14.12 % |

|  | 68.32 % |

|  | 31.58 % |

|  | 62.04 % |

|  | 37.55 % |

|  | 51.28 % |

|  | 35.83 % |

|  | 62.24 % |

|  | 37.36 % |

|  | 67.13 % |

|  | 32.87 % |

|  | 48.66 % |

|  | 48.60 % |

|  | 50.37 % |

|  | 27.23 % |

### Resultados presidenciales
|  | 51.61 % |

|  | 38.74 % |

|  | 57.52 % |

|  | 42.48 % |

|  | 68.63 % |

|  | 29.22 % |

|  | 67.23 % |

|  | 31.78 % |

|  | 64.42 % |

|  | 35.58 % |

|  | 68.04 % |

|  | 25.24 % |

|  | 67.58 % |

|  | 32.42 % |

|  | 53.87 % |

|  | 23.07 % |

|  | 51.46 % |

|  | 44.22 % |

## Infraestructura vial
Carretera principal de 32 km pavimentada que conduce a la ciudad de Chalatenango, rumbo poniente. 
Una segunda vía de terraceria hacia Guarita en Honduras por el lado norte, pasando por el río Zazalapa. Otra más de terraceria que enlaza con La Virtud y Valladolid en Honduras rumbo oriente pasando por Los Filos. 

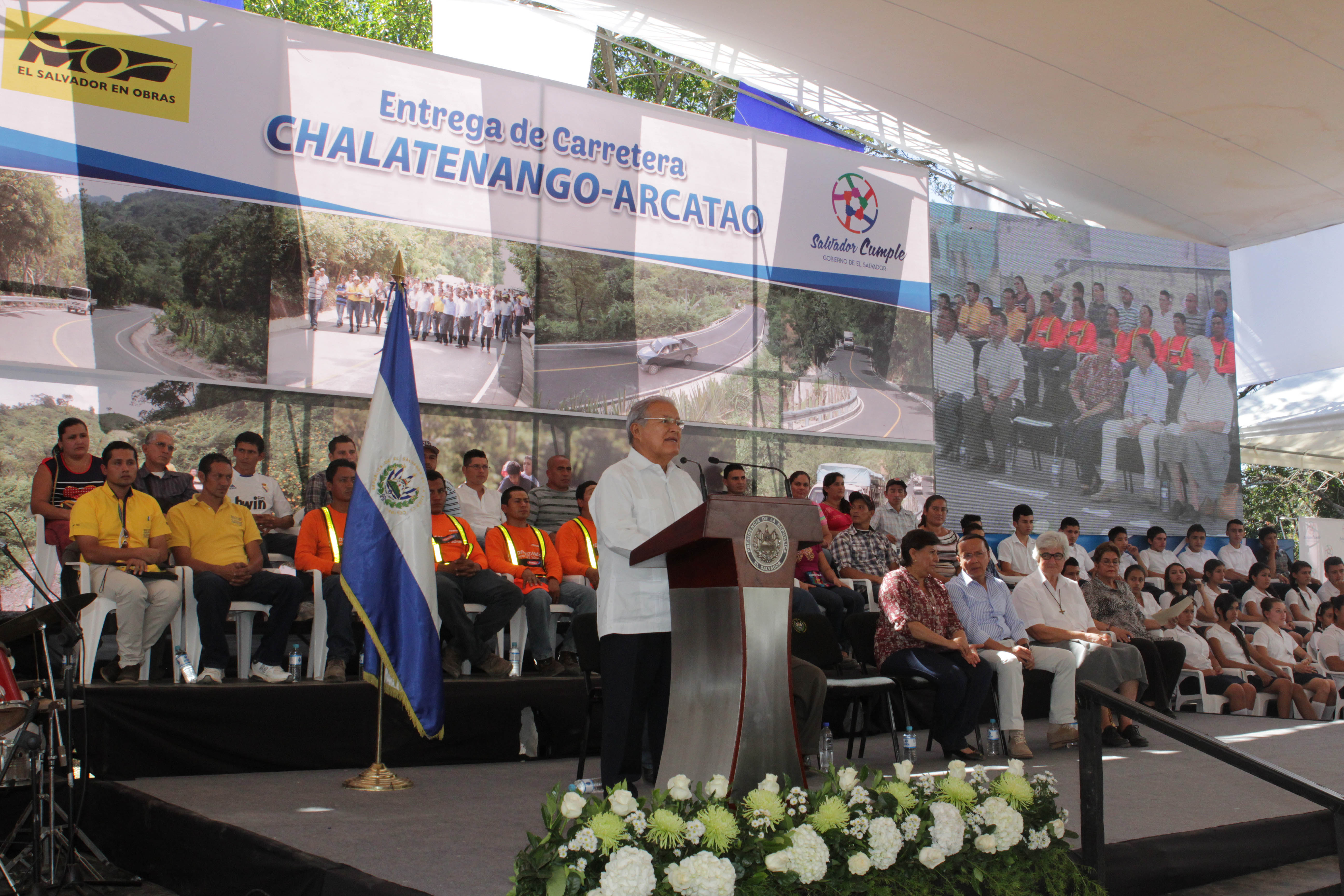
Inauguración de la carretera de Chalatenango hacia Arcatao

Y otra que conduce a Nombre de Jesús, rumbo sur, pasando por Los Sitios, Los Rivera, Patamera y Potrerillos. La primera ruta mencionada en un futuro cercano formará parte de la Ruta CA-3 (Carretera Longitudinal del Norte), la cual facilitará a Arcatao la transportación más rápida hacia Chalatenango y San Salvador.

## Educación
Dentro del área urbana hay: Escuela Parvularia, Escuela Primaria, e Instituto Nacional.
Dentro de toda su extensión territorial hay 5 Centros escolares.

## Patrimonio

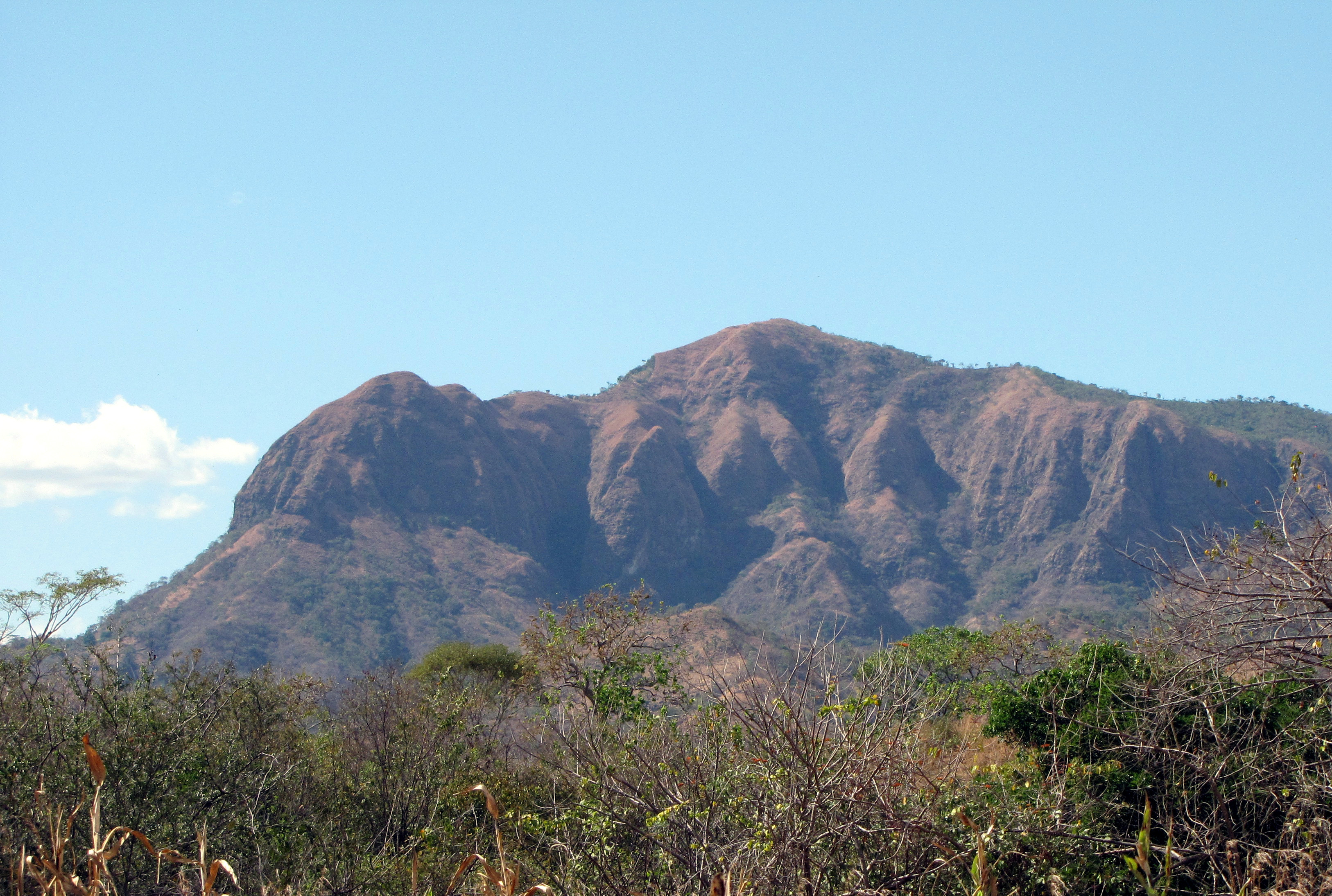
Cerro Eramon.

- Cerro Eramon: Elevación: 3077 pies sobre el nivel del mar. Lugar que según la historia fue la cuna de la antigua "Aguacao" la que es actualmente llamada Arcatao. En cuyo lugar hay restos arqueológicos que afirman la existencia de un núcleo de población indígena.[6] Consisten dichas ruinas en dos terrazas superpuestas, de forma cuadrilonga de 150 y 100 metros de base; en un túmulo o montículo que se alza sobre la terraza superior, a manera de oratorio; y en una profusión de objetos de piedra y de cerámica.
- La Cañada: lugar en el cual, durante el conflicto armado de la década de 1980 algunos habitantes de Arcatao fueron a refugiarse. Allí se encuentran algunos vestigios dejados por ellos, como son los tatús o túneles de refugio. Algunos de estos túneles tienen capacidad hasta de 150 personas.
- Roca del Fraile: Roca con jeroglíficos impresos

## Fiestas patronales
En Arcatao, se llevan a cabo dos fiestas patronales: una el 2 de febrero y la otra el 24 de agosto. En la primera se celebra el día de la Virgen de Candelaria y la segunda se festeja a San Bartolomé Apóstol. Durante estos dos días festivos, por una semana de anterioridad al día principal, el Comité pro-festejos se reúne para organizar las festividades y sus diferentes actividades a desarrollar durante todos y cada uno de estos días. Esto es una tradición en todos los pueblos de El Salvador.
El Correo (desfile de payasos y personas disfrazadas de demonios u otros personajes de la época, corretean y juegan, saltan y provocan a los asistentes en las principales calles del pueblo, acompañados de música de banda o de música auspiciada por anunciadores o ya sea por medios de la radio y televisión. Se disparan cohetes y se reparte el Programa de las Fiestas. En estas fechas sale también, junto a los famosos "viejos" la tradicional "Giganta" es una muñeca de unos 10 metros de altura aproximadamente, elaborada de materiales como el bambú y papel de China, cargada o manipulada por un hombre. Durante la noche anterior al gran día, hay bailes con horquestas o conjuntos debidamente contratados para tal actividad. La Plaza Central se abarrota de ventas ambulantes, como son: ropa, telas, juguetes, artesanías y comida. En las afueras del centro se organizan tiangues o venta de animales: caballos, vacas y cerdos.

## Seguridad
Arcatao es uno de los pueblos de El Salvador con menor índice de criminalidad, posee una delegación de la PNC y la cual hace Patrullajes de rutina acompañada del ejército nacional.

## Salud
Hay un Dispensario Médico, al servicio de la comunidad,que atiende 5 días a la semana y hay una unidad de salud llamada Fosalud que atiende los fines de semana Los casos de emergencia médica son referidos a Chalatenango.

## Personajes destacados
- Violeta Menjívar Escalante, exministra de Salud de El Salvador
- María Ofelia Navarrete, ministra de Desarrollo Local de El Salvador
- Audelia Lopez, exdiputada del Partido FMLN por el Departamento de Chalatenango

## Ciudades hermanadas
- Madison, Estados Unidos